# Presó de Porlier
La presó de Porlier, oficialment Presó Provincial d'Homes número 1, va ser una presó que va funcionar a Madrid durant la Guerra Civil i la postguerra. Estava situada al carrer General Díaz Porlier, 54 (d'aquí el seu nom), en l'illa que formen aquest carrer, i les de Padilla, Torrijos (avui Conde de Peñalver) i Lista (avui José Ortega y Gasset), ocupant les instal·lacions del col·legi Calasanç. L'edifici existeix avui dia i segueix complint funcions educatives en mans dels pares escolapis.
Confiscat pel Govern després del començament de la Guerra Civil, al principi, el Consell Superior de Protecció de Menors del Ministeri de Justícia el va usar com a alberg per a nens abandonats, però fou transformat en presó l'agost de 1936. Des d'aquesta presó van sortir, durant novembre i desembre de 1936, diverses saques de presos els integrants dels quals van ser assassinats a Paracuellos de Jarama, uns episodis coneguts col·lectivament com a Matances de Paracuellos. Finalitzada la contesa, l'edifici va seguir sent una presó, ara albergant presos del bàndol perdedor. Va romandre oberta fins a 1944, quan va ser retornada als escolapis, que van reprendre la labor docent.
Després de la devolució, un grup d'antics presos del bàndol vencedor i alumnes van crear la Confraria del Diví Captiu el 10 de març de 1945, que des d'aquest any realitzen la Processó del Divino Cautivo, portant una imatge obra de Marià Benlliure des de la capella del col·legi.